# Troxy
Il Troxy è un teatro in stile art déco e sala per concerti di Londra. Sorge lungo Commercial Road a Stepney, nella East End, nel borough di Tower Hamlets.

## Storia
Progettato da George Coles, architetto che firmò molti teatri in stile art deco di Londra, ha palco girevole, organo Wurlitzer, ricche decorazioni con lampadari e grandi scalinate. Aprì nel 1933 e con una capienza di 3.520 posti a sedere era all'epoca uno dei cinema più grandi d'Inghilterra. Ospitò spettacoli teatrali e musicali di artisti quali Vera Lynn, Clark Gable e the Andrews Sisters.
A causa dei danneggiamenti dovuti alla guerra e al generale declino della zona, nel novembre 1960 il teatro chiuse.

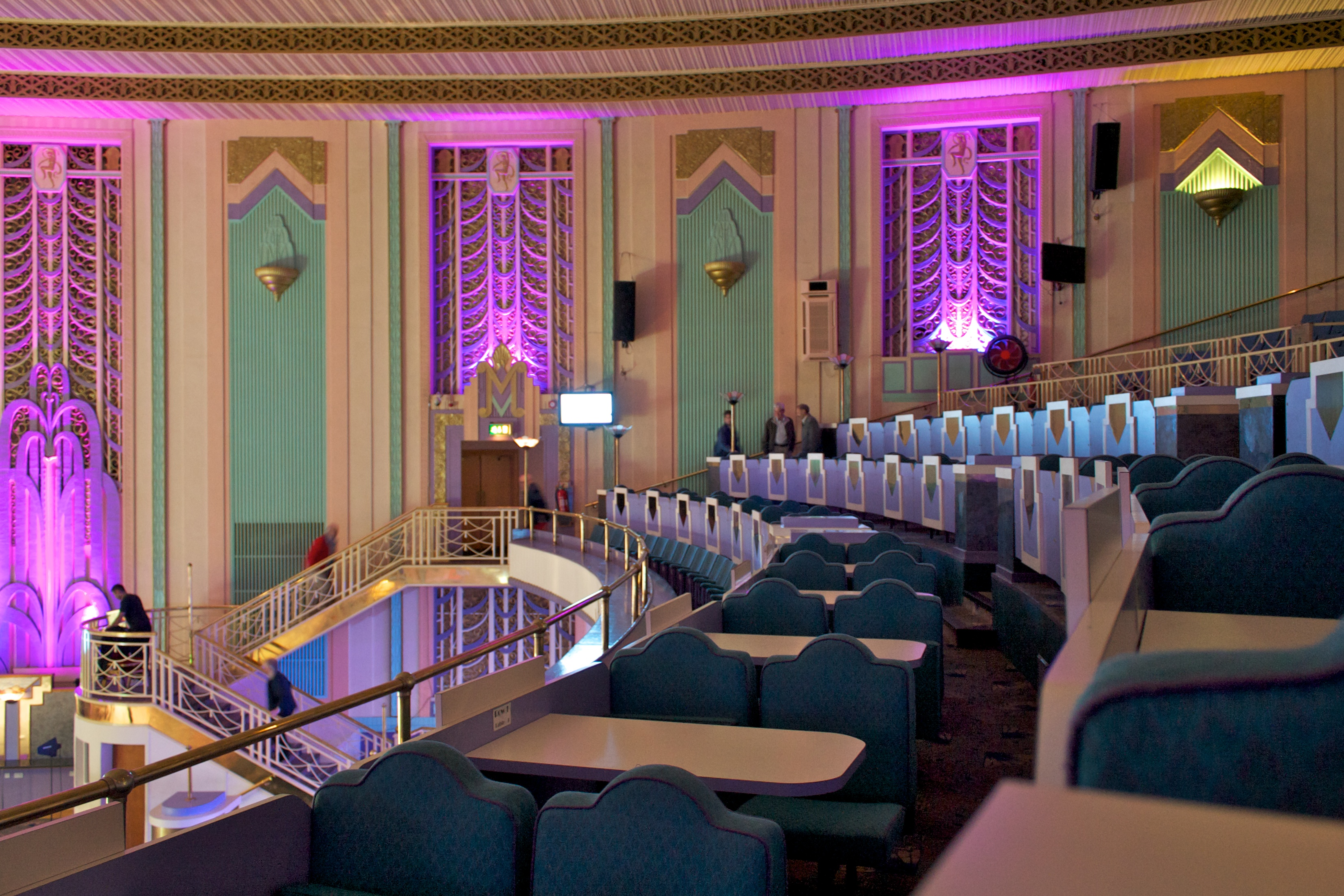
Platea

Il London Opera Centre ebbe qui la sua sede dal 1963 al 1977.
Nel 1990 fu classificato con Grado II nella lista degli edifici britannici. Fino al 2006 fu usato come sala bingo.
Negli anni successivi si è affermato come sala per concerti, matrimoni, conferenze e mostre. Ospita anche gare di arti marziali. Può ospitare sino a 2.600 persone.